# Andrew DeLuca
 (novembre 2023).
Si vous disposez d'ouvrages ou d'articles de référence ou si vous connaissez des sites web de qualité traitant du thème abordé ici, merci de compléter l'article en donnant les références utiles à sa vérifiabilité et en les liant à la section « Notes et références ».
Dr Andrew DeLuca est un personnage de fiction de la série Grey's Anatomy incarné par Giacomo Gianniotti.
Le personnage fait sa première apparition dans l'épisode 23 de la saison 11.
Il meurt dans l'épisode 7 de la saison 17 après avoir été poignardé.

## Histoire du personnage
Le personnage d'Andrew DeLuca apparaît dans 102 épisodes de l'univers de Grey's Anatomy : 100 fois dans la série mère et 2 fois dans Station 19.

### Travailler en tant qu'E.M.T
Juste après l'école secondaire, Andrew a travaillé comme ambulancier[Quoi ?]. Cette expérience l'a décidé à aller dans une école de médecine. Notamment, lors d'une intervention sur un accident de voiture où la victime est une femme avec un saignement au cou. Il essaie d'arrêter l'hémorragie, mais elle pleure, tenant son enfant mort dans ses bras. C'est aussi à la suite de cela qu'il refuse de travailler en pédiatrie.

### Premier jour à Seattle
Sur le chemin de l'hôpital pour son premier jour en tant qu'interne, Andrew passe dans un tunnel juste avant l'effondrement de celui-ci. Lorsque Joan Paulson est extraite des décombres du tunnel, Andrew monte avec elle dans l'ambulance en direction du Grey Sloan Mémorial. Après avoir utilisé tout le stock d'attelles, DeLuca utilise sa cravate pour stabiliser le poignet de Joan Paulson.  Après que Joan a été prise en charge par l'hôpital, DeLuca demande si Owen a besoin de lui pour remplir de la paperasse. Cependant, Owen, ne sachant pas qu'Andrew n'est qu'un interne, il lui demande de rester et de continuer à l'aider. 
Andrew fut forcé d'admettre qu'il était seulement un interne lorsqu'il ne sut comment aider Stephanie Edwards quand le cou de Joan s'est disloqué.

## Relations avec les autres médecins
En raison de son comportement à son arrivée au Grey Sloan Memorial, Andrew Deluca n'est pas très apprécié par les autres internes. Aussi, il a très peu d'amis et ne trouve personne pour vivre en collocation. Il répond à l'annonce d'Arizona pour louer sa chambre.

### Liens avec Maggie Pierce
Lors d'un épisode, DeLuca n'arrive pas à sauver un bébé et décide d'aller boire un verre dans un bar où il croise Maggie Pierce. Après quelques verres, elle l'embrasse, et ils finissent par coucher ensemble.  
Le lendemain, Maggie l'évite toute la journée, puis elle lui fait comprendre que ce qu'il s'est passé la vieille ne se reproduira plus. Malgré tout, ils commencent à s'embrasser et recouchent ensemble.  
Lorsque Andrew touche Maggie affectueusement après l'annonce de la mort d'un patient particulièrement touchant, Maggie lui dit qu'il ne devait pas faire ça au travail. Finalement, elle avoue devant tous les chefs de chirurgie qu'elle sort avec lui mais Andrew Commence à avoir peur qu'on pense qu'il a des traitements de faveur et ne peut supporter le fait qu'elle soit sa chef. À la question « Tu as envie d'être avec moi ? » posée par Maggie, il répond négativement et ils se séparent.

### Liens avec Meredith Grey
Ils échangent un baiser à la fin de la saison 14 puis finissent par se mettre ensemble dans la saison 15. La rupture a cependant lieu dans la saison 16.

### Mort
Il meurt dans la saison 17.